# Siv Bråten
Siv Bråten in Lunde (31 dicembre 1960) è un'ex biatleta norvegese, vincitrice di varie medaglie iridate.

## Biografia
In carriera prese parte a quattro edizioni dei Campionati mondiali, vincendo cinque medaglie.

## Palmarès

### Mondiali
- 5 medaglie:
  - 3 argenti (staffetta a Chamonix 1984; staffetta a Egg am Etzl/Ruhpolding 1985; individuale[1] a Falun/Oslo 1986)
  - 2 bronzi (staffetta a Falun/Oslo 1986; staffetta a Lahti/Lake Placid 1987)

### Coppa del Mondo
- Miglior piazzamento in classifica generale: 2ª nel 1983